# 廣澤金次郎
広沢 金次郎（ひろさわ きんじろう、旧字体：廣澤 金次󠄁郞 、1871年8月28日（明治4年旧暦7月13日） - 1928年（昭和3年）12月13日）は、日本の官僚、政治家、実業家。伯爵。従二位勲二等。
駐スペイン公使、貴族院伯爵議員などを歴任した。

## 来歴

### 生い立ち
長門国（現・山口県）出身。藤原秀郷の後裔で、中世に波多野を姓とし、代々毛利家に仕える。
広沢真臣（廣澤眞臣）の長男。父・真臣は金次郎が生まれる半年前に刺客に殺害されている。十五銀行支配人の柏村監督の下に毛利五郎、小早川四郎らと共に1878年（明治11年）頃、慶應義塾幼稚舎に入る。
イギリスのケンブリッジ大学に入り、その予備科在学中は寄宿舎で生活をする。ケンブリッジ大学法律専門科卒業。スイスの大学に6ヶ月留まり、フランス語を研究し、再びイギリスに帰り代言人某に就いて法律を学ぶ。

### 官界、政界にて
スペイン駐箚公使などを歴任し、1884年（明治17年）に伯爵の爵位を授けられた。第2回貴族院伯爵議員選挙で当選し、1897年（明治30年）7月10日に貴族院議員となる。第3回貴族院伯爵議員選挙で再選され、1911年（明治44年）7月9日に任期満了となる。第5回貴族院伯爵議員選挙で再選され、1918年（大正7年）7月10日から、1925年（大正14年）7月9日まで通算3期在任した。院内では研究会に所属した。また、1900年（明治33年）まで内閣総理大臣秘書官を務めた。
日本製鋼所、日英共同事業に携わる。また、武蔵電気鉄道の社長などを務めた。

## 栄典
位階
- 1903年（明治36年）12月11日 - 正四位[9]
- 1910年（明治43年）12月27日 - 従三位[10]
- 1919年（大正8年）1月10日 - 正三位[11]
- 1928年（昭和3年）1月16日 - 従二位[12]

勲章等
- 1884年（明治17年）7月7日 - 伯爵[13]
- 1906年（明治39年）4月1日 - 勲四等旭日小綬章[14]

外国勲章佩用允許
- 1927年（昭和2年）12月23日
  - ポルトガル共和国：クリスト勲章グランクロア[15]
  - スペイン王国：イサベル・ラ・カトリカ勲章グランクロア[15]

## 家族・親族
廣澤家
- 父・真臣（兵助[5]、1834年 - 1871年、長州藩士） - 維新の十傑の一人。
- 前妻・千代子（1876年 - 1904年、子爵・山根三郎の姉、山尾庸三の次女）[16]
- 後妻・亀子（1883年 - ?、子爵・山尾三郎の妹[4]、山尾庸三の六女[5]）
- 長男・眞吾（1898年 - 1983年、伯爵、国士舘大学教授）
- 三女・直子（1904年 - 1932年、池田勇人の最初の妻）

親戚
- 木戸孝正（木戸正二郎の養子、妻は山尾庸三の長女）

## 系譜
```
┏木戸　孝允
┃
┗━━━治子
　　　　┃
　　　　┣━━━━木戸　孝正
　　　　┃　　　　　　　┃　　　　┏━木戸　幸一　　　都留　重人
　来原　良蔵　　　　　　┣━━━━┫　　　　　　　　　　　　┃
　　　　　　　　　　　　┃　　　　┗━和田　小六━┳━━━━正子
　　　　　　　┏━━━━寿栄　　　　　　　　　　　┃
　　　　　　　┃　　　　　　　　　　　　　　　　　┗━和田　昭允
　　　　　　　┣━山尾　三郎
　山尾　庸三━┫
　　　　　　　┃　大隈　信常━━━━━━━━豊子
　　　　　　　┃　　　　　　　　　　　　　　┃
　　　　　　　┗━━━━千代　　　　　　　　┣━━━━廣澤　眞信
　　　　　　　　　　　　┃　　　　　　　　　┃　　　　　　　┃
　　　　　　　　　　　　┣━━━━┳━廣澤　眞吾　　　　　　┃
　　　　　　　　　　　　┃　　　　┃　　　　　　　　　　　　┃
　廣澤　眞臣━━━廣澤金次郎　　　┃　毛利　元道━━━━━━妙子
　　　　　　　　　　　　　　　　　┃
　　　　　　　　　　　　　　　　　┗━━━━直子　┏━━━━直子
　　　　　　　　　　　　　　　　　　　　　　┃　　┃
　　　　　　　　　池田吾一郎━━━━━池田　勇人　┃
　　　　　　　　　　　　　　　　　　　　　　┃　　┣━━━━紀子
　　　　　　　　　　　　　　　　　　　　　　┣━━┫　　　　┃
　　　　　　　　　　　　　　　　　　　　　　┃　　┃　池田　行彦
　　　　　　　　　　　　　　　　　　　　　　満枝　┃
　　　　　　　　　　　　　　　　　　　　　　　　　┃
　　　　　　　　　　　　　　　　　　　　　　　　　┗━━━━祥子

```